# Andriy Sadovy
Andriy Ivanovytch Sadovy (en ukrainien : Андрій Іванович Садовий, Andríj Ivanovyč Sadovýj), né le 19 août 1968 à Lviv, est un homme politique ukrainien.

## Biographie
Il est maire de Lviv depuis 2006 et dirigeant du parti pro-occidental Samopomitch, qu’il a fondé, depuis 2012.
Son parti le désigne en octobre 2018 candidat à l’élection présidentielle de 2019.